# 金力集團
金力集團控股有限公司，簡稱金力集團控股，以及金力集團（英語：Golden Power Group Holdings Limited，港交所：3919），於1972年在於香港（總部）成立「金力實業有限公司」。載至2016年1月，該公司市值大約為1.5億元。

## 公司歷史
金力集團業務在香港、中國和全球經營生產、設計和銷售各類電池，供電子產品使用或零售商售賣。。
此公司曾在1993年5月28日於香港交易所主板上市，當時以「金力國際集團有限公司」（中油燃氣集團有限公司前身）上市，其後在2000年，被光通信旗下光通信投資管理（香港）有限公司，收購該公司託管股份。到了2015年6月5日於港交所創業板上市，配售股份價格為1.25至1.35港元，發行股份為5600萬股股份，集資額為7560萬港元，而當時代碼為8038.HK。
直至2017年11月10日轉移往主板上市，而當時稱於2017年11月9日轉移往主板上市，但被該公司澄清。

## 主要業務
此公司售賣電池及其週邊產品為主，類型如下：
- 鹼性電池
- 碳性電池
- 鹼性紐扣電池
- 氧化銀電池
- 鋰電池
- 鋅空氣電池
- 充電電池
- 充電器

## 外部連結
- goldenpower.com （页面存档备份，存于）
- goldenpower.cn